# حجم (ترمودینامیک)
در ترمودینامیک، حجم یک سیستم یک خاصیت مقداری و مهم برای توصیف حالت ترمودینامیکی آن است. حجم ویژه، یک خاصیت شدتی است و عبارت است از حجم سیستم در واحد جرم است. حجم یک تابع حالت است و به سایر خواص ترمودینامیکی مانند فشار و دما وابسته است. به عنوان مثال، رابطه حجم با فشار و دمای یک گاز ایده‌آل توسط قانون گاز ایده‌آل بیام می‌شود.
حجم فیزیکی یک سیستم ممکن است با حجم کنترل که برای تجزیه و تحلیل سیستم استفاده می‌شود منطبق باشد یا نباشد.

## همچنین ببینید
- نرخ جریان حجمی